# 双崗駅
双崗駅（そうこうえき、中文表記: 双岗站）は、中華人民共和国広東省広州市黄埔区黄埔東路と文船路の交差点にある広州地下鉄13号線の駅である。駅番号は13/03。

## 歴史
計画時の仮駅名は「文園駅」であった。
- 2017年12月28日：開業[2]。

## 駅構造
島式ホーム1面2線を有する地下駅。南海神廟側に引き上げ線が2線ある。

### のりば
| 番線 | 路線     | 行先     |
| ---- | -------- | -------- |
| 1    | ■ 13号線 | 新沙方面 |
| 2    | ■ 13号線 | 魚珠方面 |

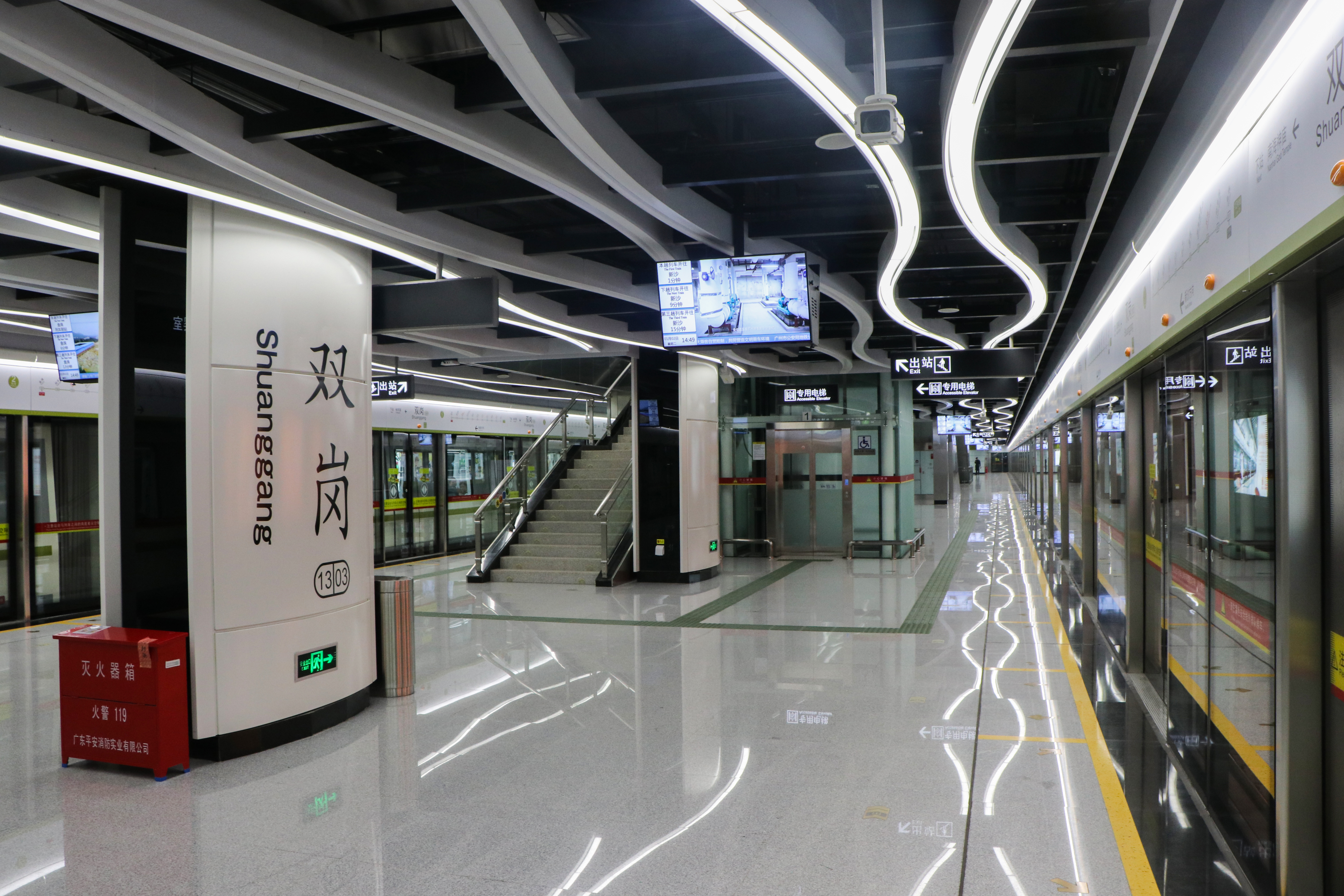
ホーム
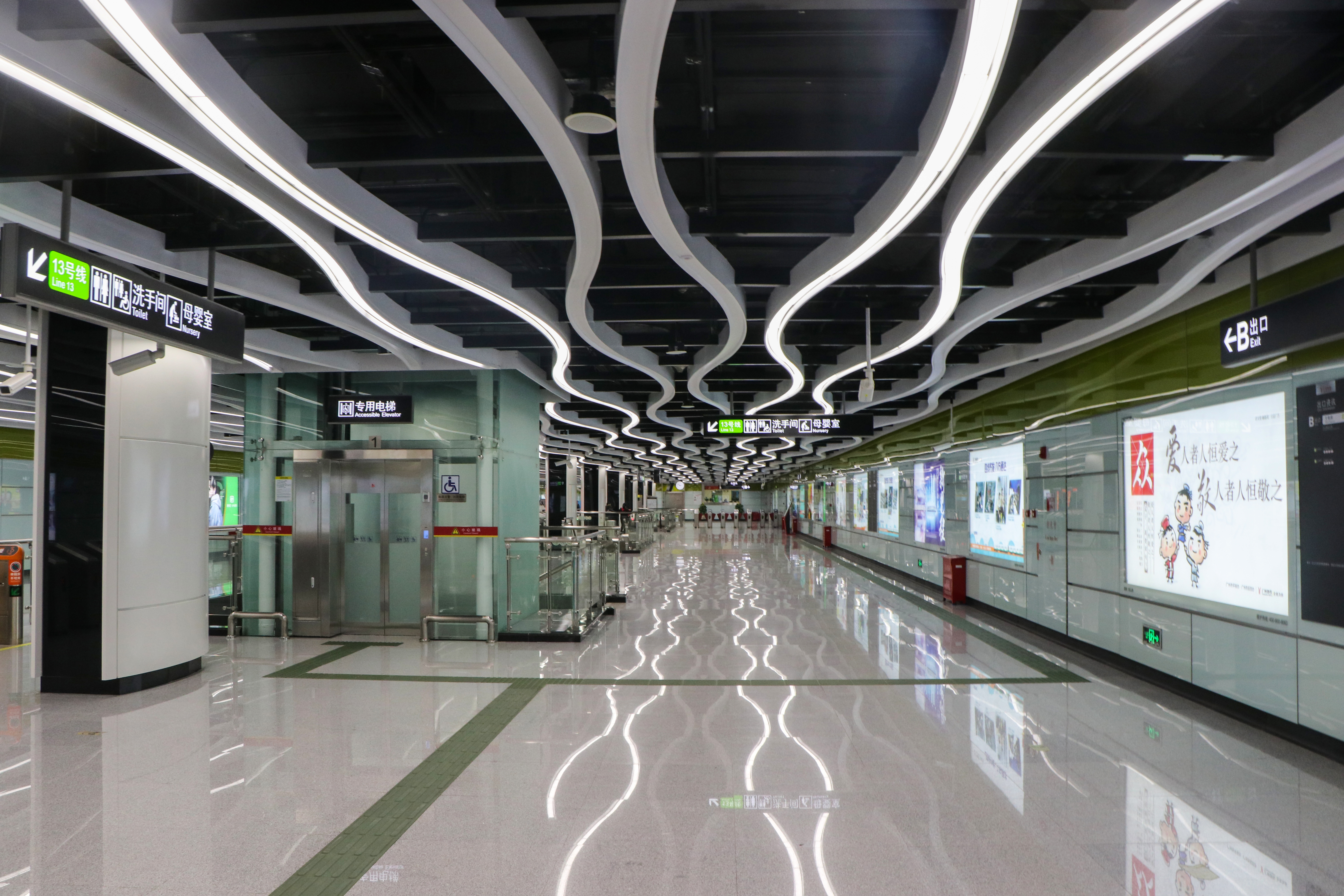
コンコース

## 駅周辺
- 紅山商務楼
- 東港花園
- 文船生活区
- 牛山炮台公園

## 隣の駅
広州地下鉄
■ 13号線
裕豊囲駅 1302 - 双崗駅 1303 - 南海神廟駅 1304